# ديفيد سيمز
ديفيد سيمز (بالإنجليزية: David Sims)‏ هو لاعب كرة قدم أمريكية أمريكي، ولد في 26 أكتوبر 1955 في أتلانتا في الولايات المتحدة.

## وصلات خارجية
- ديفيد سيمز على موقع مرجع كرة القدم المحترفة.كوم (الإنجليزية)